# Fritz London
Fritz Wolfgang London (Breslau, Alemania;7 de marzo de 1900-Durham (Carolina del Norte); 30 de marzo de 1954) fue un físico teórico estadounidense nacido en Alemania. Sus contribuciones a la teoría de los enlaces intermoleculares son hoy consideradas clásicas y fundamentales en la Química y la Física.

## Biografía
London nació en Breslau, Silesia, Alemania (actualmente Wroclaw, Polonia) en 1900. Después de la promulgación de las leyes raciales de 1933 del Partido Nazi de Hitler, London perdió su posición en la Universidad de Berlín. Habitó temporalmente en Inglaterra y Francia, y finalmente emigró a los Estados Unidos en 1939. En 1945, obtuvo la nacionalidad estadounidense. London fue profesor de la Universidad de Duke. Se le concedió la Medalla Lorentz en 1953. Murió en Durham, Carolina del Norte en 1954.

## Logros académicos
Los primeros trabajos de London sobre los enlaces químicos fueron en colaboración con W. Heitler. Fueron los primeros en explicar correctamente los enlaces en moléculas homonucleares como H2. Estos resultados fueron citados en la introducción a la Mecánica Cuántica de Heisenberg y Schrödinger.
London también investigó las fuerzas de interacciones. La atracción entre dos átomos de gas enrarecido (separados alrededor de 1 nanómetro) se denomina a menudo «fuerza de London». En 1930 dio (junto con R. Eisenschitz) un tratamiento unificado de la interacción entre dos átomos de gas noble que se atraen entre sí a gran distancia, pero a corta distancia se repelen. Este efecto es una consecuencia del principio de Pauli.
London fue también uno de los primeros autores (como Schrödinger) que extendieron correctamente el principio de la invariancia local gauge en el contexto de la entonces nueva mecánica cuántica.